# العلاقات الأرجنتينية الماليزية
العلاقات الأرجنتينية الماليزية هي العلاقات الثنائية التي تجمع بين الأرجنتين وماليزيا.

## مقارنة بين البلدين
هذه مقارنة عامة ومرجعية للدولتين:
| وجه المقارنة                                              | الأرجنتين                                               | ماليزيا       |
| --------------------------------------------------------- | ------------------------------------------------------- | ------------- |
| المساحة (كم2)                                             | 2.78 مليون                                              | 330.29 ألف    |
| عدد السكان (نسمة)                                         | 44.27 مليون                                             | 31.62 مليون   |
| الكثافة السكانية (ن./كم²)                                 | 15.92                                                   | 95.73         |
| العاصمة                                                   | بوينس آيرس                                              | كوالالمبور    |
| اللغة الرسمية                                             | اللغة الإسبانية                                         | لغة ماليزية   |
| العملة                                                    | البيزو الأرجنتيني 1983 ‏، بيزو أرجنتيني، أسترال أرجنتيني | رينغيت ماليزي |
| الناتج المحلي الإجمالي (بليون دولار)                      | 637.59 مليار                                            | 314.50 مليار  |
| الناتج المحلي الإجمالي (تعادل القوة الشرائية) بليون دولار | 883.02 مليار                                            | 817.43 مليار  |
| الناتج المحلي الإجمالي الاسمي للفرد دولار أمريكي          | 13.43 ألف                                               | 9.77 ألف      |
| الناتج المحلي الإجمالي للفرد دولار أمريكي                 |                                                         | 25.64 ألف     |
| مؤشر التنمية البشرية                                      | 0.827                                                   | 0.779         |
| رمز المكالمات الدولي                                      | +54                                                     | +60           |
| رمز الإنترنت                                              | .ar                                                     | .my           |
| المنطقة الزمنية                                           | 00                                                      | ت ع م+08:00   |

## منظمات دولية مشتركة
يشترك البلدان في عضوية مجموعة من المنظمات الدولية، منها:
| علم المنظمة | اسم المنظمة                               | تاريخ انضمام الأرجنتين | تاريخ انضمام ماليزيا |
| ----------- | ----------------------------------------- | ---------------------- | -------------------- |
|             | مؤسسة التنمية الدولية                     | 3 أغسطس 1962           | 24 سبتمبر 1960       |
|             | المنظمة الهيدروغرافية الدولية             | ?                      | ?                    |
|             | مؤسسة التمويل الدولية                     | 13 أكتوبر 1959         | 20 مارس 1958         |
|             | منظمة حظر الأسلحة الكيميائية              | ?                      | ?                    |
|             | يونسكو                                    | 15 سبتمبر 1948         | 16 يونيو 1958        |
|             | الأمم المتحدة                             | 24 أكتوبر 1945         | 17 سبتمبر 1957       |
|             | الاتحاد الدولي للاتصالات                  | 1889                   | 3 فبراير 1958        |
|             | منظمة الشرطة الجنائية الدولية             | ?                      | ?                    |
|             | البنك الدولي للإنشاء والتعمير             | 20 سبتمبر 1956         | 7 مارس 1958          |
|             | الاتحاد البريدي العالمي                   | ?                      | ?                    |
|             | المركز الدولي لتسوية المنازعات الاستشارية | 18 نوفمبر 1994         | 14 أكتوبر 1966       |
|             | وكالة ضمان الاستثمار متعدد الأطراف        | 11 فبراير 1992         | 6 ديسمبر 1991        |
|             | منظمة التجارة العالمية                    | ?                      | ?                    |
|             | الفريق المعني برصد الأرض                  | ?                      | ?                    |

## وصلات خارجية
- موقع وزارة الخارجية الأرجنتينية
- موقع وزارة الخارجية الماليزية